# 沙夫豪森
沙夫豪森（德语：Schaffhausen；法语：Schaffhouse；意大利语：Sciaffusa；罗曼什语：Schaffusa）位于瑞士联邦沙夫豪森州的首府。沙夫豪森州是瑞士最北部的州，与德国南部巴登-符腾堡州接壤。沙夫豪森在博登湖以西，紧邻莱茵河高地，是瑞士在莱茵河北岸的四个城镇之一。
沙夫豪森面积为41.85平方公里，截至2018年12月，其人口估计为36,000人。沙夫豪森官方语言是标准瑞士德语，但当地使用的主要是阿勒曼尼语（Alemannic German，一种德语方言）。
沙夫豪森属于大苏黎世地区的一部分。作为曾经瑞士传统的重工业较为集中的地区，在上个世纪九十年代以来已成功逐渐转型为以服务业、研发和跨国企业总部为主的新经济结构。凭借其优越的地理位置，沙夫豪森成为连接瑞士和欧盟市场的大门。知名的本土企业有行业领先的管道系统、机床和汽车制造商乔治费歇尔（Georg Fischer），国际著名钟表制造商 IWC 万国表和慕时表（Moser Uhr）和瑞士SIG （SIG Combibloc Group）公司，联合利华（Unilever），瑞银集团（UBS），杨森（Janssen），爱尔康（Alcon）， Garmin (佳明)，ABB, 沃尔玛（Walmart） 等。
沙夫豪森自1045年建城，有悠久的历史。老城内有精美的文艺复兴时期建筑，装饰着外部壁画和雕塑。古老的中世纪要塞城堡穆诺特（Munot）是沙夫豪森的地标。沙夫豪森也是瑞士联邦铁路和德国铁路网络交汇的铁路枢纽，其中一条线路将市区与位于莱茵河畔的诺伊豪森（Neuhausen am Rheinfall）的莱茵瀑布相连。这座欧洲最大的瀑布是一个著名旅游景观，每年吸引了大约2百万游客。

## 历史

### 早期历史
沙夫豪森市区存在有旧石器时代晚期储存场所的痕迹，但没有青铜时代、凯尔特人和罗马人的遗迹。公元600年左右，阿勒曼尼定居者在这里建造了一个小型村庄，到1200年左右废弃了。
沙夫豪森附近的莱茵河水面宽阔且平坦，是少数几个可以骑马穿越莱茵河的地方，当地的浅滩和急流阻挡了从康斯坦茨湖到巴塞尔的水路，因此船只不得不在这里卸货后通过陆路运输穿过莱茵瀑布，因此沙夫豪森就建立在这种转运点上面。沙夫豪森（最早在1045年表记为Scafhusun）的名字目前仍然有争议，一种说法认为前半部分Scaf在古高地德语中“羊”的意思，城市的名称含义就是“羊圈”。另外一种说法是Sca（p）f即“勺子”或者“存储容器”，因而城市的含义就是“带着存储容器的房屋”，显然后者跟沙夫豪森的货物运输行业更加相关，但目前尚无定论。

### 中世纪前期
1064年建立了一座诸圣修道院 (沙夫豪森)，1105年建造了一座大教堂。该教堂的祭坛由教皇利奥九世亲自设计并祝圣。从1190年开始归属于神圣罗马帝国的亨利六世。1253年，沙夫豪森的印章上面出现了山羊。1278年鲁道夫一世确立了当地的世俗法权。1312年，沙夫豪森与苏黎世、圣加伦和康斯坦茨建立了为期四年的联盟并建立了贸易联系。1330年，巴伐利亚国王将此地转交给阿尔布雷希特二世导致当地的众多市政特权丧失，并且每年都要给哈布斯堡王朝纳税。1372年，沙夫豪森遭遇了毁灭性的大火导致四分之三的城市被毁。1386年，在森帕赫之战中，沙夫豪森被迫作为哈布斯堡王朝的援军与瑞士邦联交战，多名城市贵族战死。从1472年开始，沙夫豪森取消了犹太人的居住权，直到1798年瑞士邦联终结。
1411年，腓特烈四世授予沙夫豪森工匠和商人组建行会的权利。这些行会商人主导了接下来的400年城市的贸易和政治。1418年，新当选的教皇玛尔定五世访问了沙夫豪森。
1415年西吉斯蒙德确保沙夫豪森成为帝国城市并将其置于伯尔尼、苏黎世、索洛图恩等城市的保护之下，这一步是他与瑞士邦联和解的重要步骤。之后沙夫豪森为了寻求新的保护，在1445年加入了施瓦本城市联盟。

### 加入瑞士联邦
1449年奥地利大公阿尔布雷希特对瑞士邦联进行封锁，特别是来自北部施瓦本城市联盟的贸易，他直接没收乌尔姆的贵重布料导致双方矛盾升级。施瓦本城市联盟呼吁沙夫豪森展开行动，当地人民袭击了巴尔姆城堡，彻底激怒了阿尔布雷希特大公。哈布斯堡王朝决定惩罚沙夫豪森，沙夫豪森被迫支付巨额赔款。由于施瓦本城市联盟没有协助支付，导致沙夫豪森离开了该联盟。哈布斯堡王朝试图以此为契机将沙夫豪森重新纳入统治，而沙夫豪森则转向瑞士邦联请求援助，邦联派出了数百名士兵。最终1454年，沙夫豪森与苏黎世、伯尔尼、卢塞恩、楚格、格拉鲁斯、施维茨建立了正式联盟关系，并逼退了哈布斯堡王朝的军队。1457年莱茵河畔施泰因从克林根堡领主手中解放了自己，并与苏黎世、沙夫豪森缔结同盟。另外沙夫豪森率军支持瑞士邦联征服了图尔高地区。
在士瓦本战争期间，马克西米利安一世要求沙夫豪森加入自己对抗瑞士邦联，遭到拒绝。为此，一支强大的邦联军队专门部署在沙夫豪森地区进行保护。虽然在瑞士邦联在这场战役中收获不大，但沙夫豪森等城市希望说服其他城市保护新征服的领土。1499年，沙夫豪森认为与瑞士邦联建立永久同盟关系的时刻到了。1501年，沙夫豪森正式被接纳为瑞士邦联的第十二个成员。伴随着1513年阿彭策尔的加入，旧瑞士联邦的十三个州已经成形。
1525年，沙夫豪森从康斯坦茨主教中手中获得诺因基希、上哈劳和哈劳的主权。1529年，沙夫豪森正式归属新教。1563年在沙夫豪森附近修建了穆诺特要塞，并在三十年战争中进行了扩建，主要是为了防御巴伐利亚和瑞典的军队。在16-17世纪，再洗礼派的支持者在沙夫豪森遭受迫害。
17世纪，沙夫豪森不断用金钱购买附近的领土，特别是雷阿特地区，但比辛根除外。比辛根的奥地利领主埃贝哈德被沙夫豪森人绑架，并关押在沙夫豪森，直到1699年才在帝国的压力下释放，因此比辛根无论如何都不会加入沙夫豪森，至今仍然是德国在瑞士境内的飞地。

### 近现代
1798年，法国军队进军沙夫豪森，并在瑞士的领土上面成立赫尔维蒂共和国，同年在沙夫豪森法国与奥地利、俄罗斯军队展开战斗。在赫尔维蒂共和国框架下围绕沙夫豪森建立了沙夫豪森州，莱茵河畔施泰因也从苏黎世州转划入本州。迪森霍芬区也一度划归本州，但最终又划归图尔高州。
1831年伴随着克莱特高不满市民的起义，沙夫豪森的行会寡头政治走向终结。1855年，新的贸易法成立，行会在经济领域的影响被清除，沙夫豪森正式进入工业化时代。IWC、Alusuisse和SIG等著名公司成立于此时。1866年，摩泽尔大坝（德语：Moserdamm）在莱茵河上面竣工，是当地瑞士最大的水力发电厂，生产的电能是沙夫豪森地区工业化的关键。1857年，沙夫豪森通往温特图尔的第一条铁路建成，沙夫豪森火车站建成。1866年，沙夫豪森通过上莱茵铁路与巴登铁路网相连，并通往莱茵河畔施泰因和克罗伊茨林根。1897年经埃格利绍通往苏黎世。
1944年沙夫豪森被盟军空袭，一共47架B-24飞机投下了378枚炸弹，导致了40人死亡和271人受伤，还有465人无家可归，由于导弹炸毁了工厂，还导致1000人失业。其他损失包括沙夫豪森的两个博物馆和文艺复兴时期艺术家斯蒂默的作品。由于误炸，美国总统罗斯福向沙夫豪森正式道歉并提供400万美元赔款。虽然有人认为沙夫豪森可能为纳粹德国提供军备支持，因此这次爆炸是有意为之。但解密文件表示这次爆炸确实是一个失误，因为经验缺乏的飞行员因为恶劣天气偏离了预定航线。
1966年沙夫豪森新建了新莱茵大桥和莱茵河发电厂取代了之前著名的摩泽尔大坝。1996年，环城的A4道路开通，主要缓解了城市里面的交通拥堵。
1963年沙夫豪森东北部的赫布林跟并入沙夫豪森成为一个区。2008年，沙夫豪森北部的海门塔尔经过非常微弱的公投优势（187票对184票）通过了与沙夫豪森合并的协议。2009年正式完成合并。2015年，沙夫豪森被欧洲新教共同体授予“欧洲改革之城”的荣誉称号。

## 地理

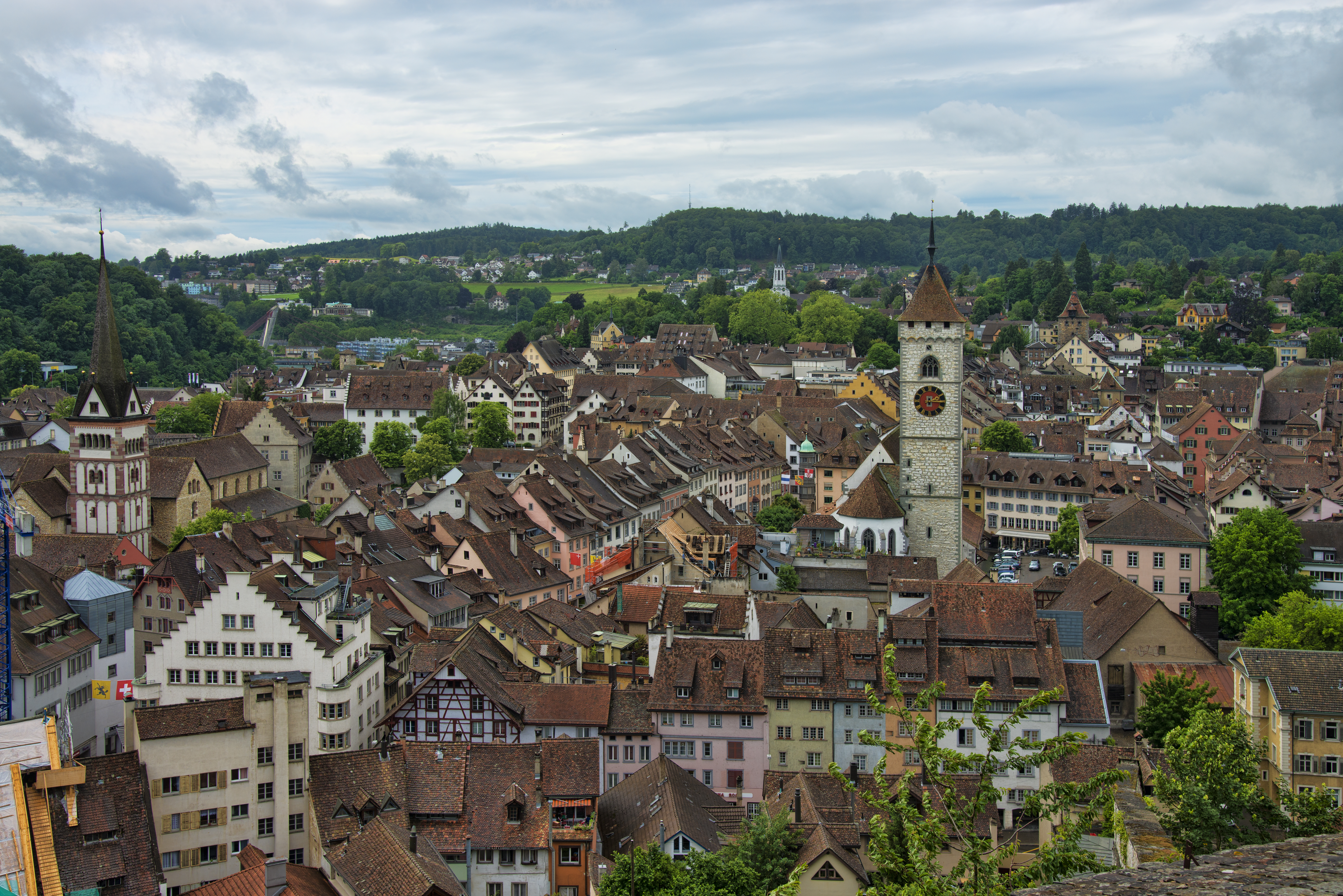
沙夫豪森市老城远景（2012年）

沙夫豪森市位于莱茵河的北岸。根据2004/09年的测量调查，面积为41.85平方公里 。 土地约20.2%为农业用地，53.4%是森林；其他用途中，24.8%为居住用地（建筑物或道路），1.6%为非生产性土地。 在过去的二十年里（1979 - 2004），居住用地增加了95公顷，农业用地减少了117公顷 。
1947年，沙夫豪森市与布赫塔伦市（Buchthalen）合并； 1964年赫伯林根（Herblingen）被并入；2009年 黑门塔尔（Hemmental）也加入，沙夫豪森市域面积再次扩大 。
沙夫豪森市也与属于德国的小镇莱茵河上游比辛根（Büsingen am Hochrhein）在国界上接壤，该村庄被瑞士完全包围。

## 气候
沙夫豪森地处温带地区，位于瑞士高原的边缘；城市位于黑森林、兰登山脉（Randen）和来亚斯丘陵（Reiats）构成的的雨影区中 ，黑森林尤其挡住了多雨的西风。

## 人口
作为拥有36,000居民的的中型城市，沙夫豪森市在瑞士城市排名中名列第15位。根据2013年12月31日的统计，沙夫豪森常住人口中，27.6%为外国人 。
沙夫豪森市有21842个工作岗位，71%的员工在第三产业工作。 在农业方面，仍有389人分布在 28个农场工作，总占地884公顷 。
沙夫豪森州以沙夫豪森市为中心向外辐射。沙夫豪森辐射范围内还包括位于苏黎世州北部的葡萄酒产地、图尔高州（繁体：圖爾高州）（Thurgau）的迪森霍芬镇（Diessenhofen）和德国的比辛根。大沙夫豪森地区居住了将近10万人。

## 政治

### 议会

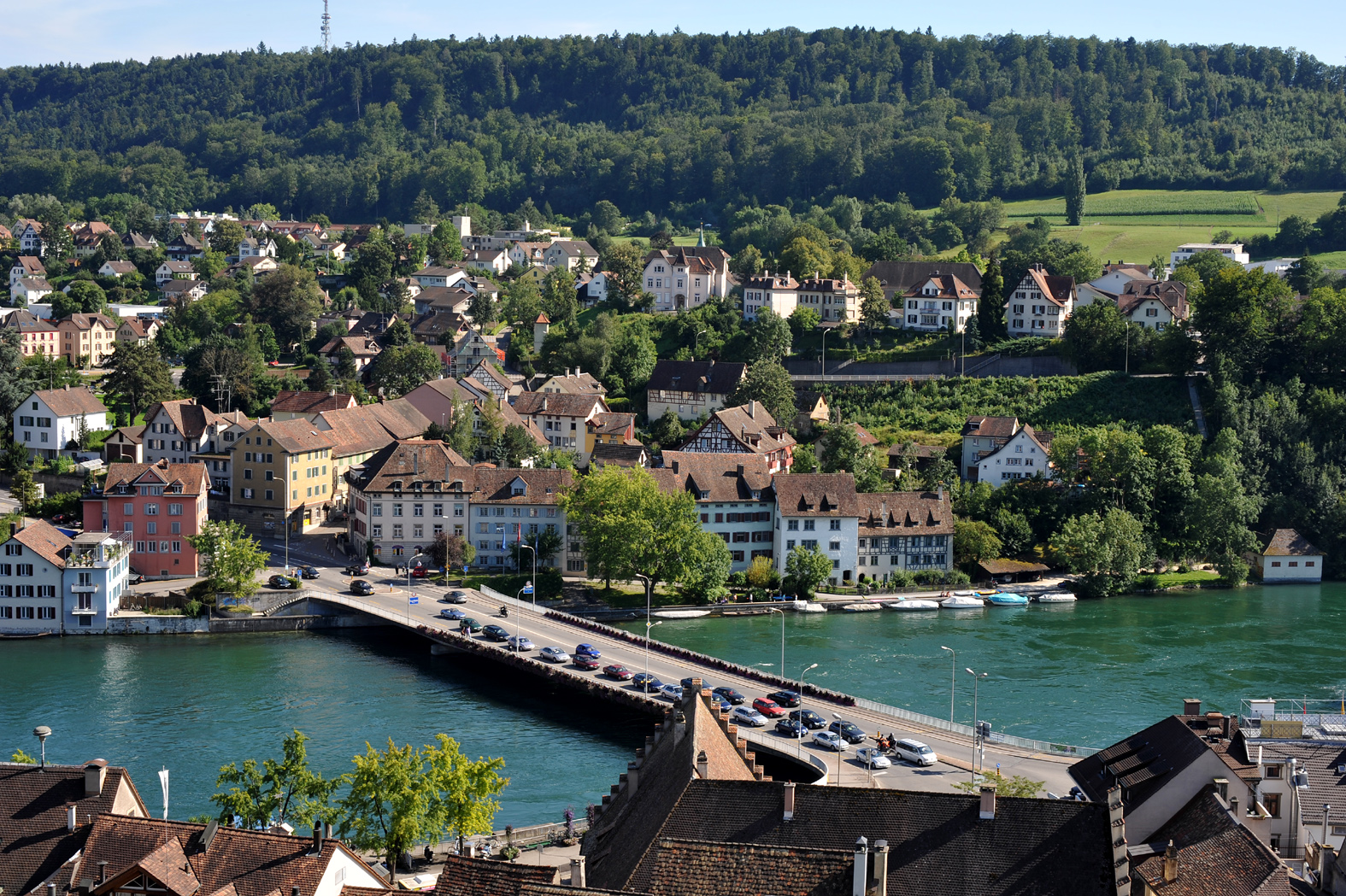
莱茵河桥，沙夫豪森到福伊尔塔伦（Feuerthalen）

在政治上，沙夫豪森市最高民意和立法机构是市议会； 它由36名议员组成，每四年由选民选举产生。 在2009年任期中，全民公投通过将市议会的议员总数由50名减至36名。 市议会由比例代表制选举产生。市议会每年举行总共约20次会议，每次均是在周二傍晚六点开始在议会厅举行 。

### 政府
市行政会议负责政府事务，每个行政会议成员同时亦领导一个部门，各部门负责不同行政职能方面的工作。 市长、副市长和所有其他行政会议成员全职工作 。

## 对外交往

### 传统友好城市关系
沙夫豪森市與以下的城市結成友好城市关系：
- 德国，巴登-符腾堡州，辛德尔芬根 （Sindelfingen）(自1952年)
- 德国，巴登-符腾堡州，辛根（Singen am Hotentwiel）
- 保加利亚，南多布罗加（Dobruja）地区，多布里奇（Dobritsch）[11]

### 区域内城市合作
沙夫豪森与温特图尔（Wintertur）、圣加仑州（St. Gallen）和弗劳恩费尔德等城市一起合作，每年在德国和海外支持一项发展援助项目。
沙夫豪森还与博登湖地区参与组建了“学习型管理”项目，其他七个项目合作伙伴城市是德国的博登湖畔拉多尔夫采尔 （Radolfzell am Bodensee），于伯林根（Überlingen），康斯坦茨（Constance）和腓特烈港 (德国)（Friedrichshafen），奥地利的多恩比恩（Dornbirn）和费尔德基希以及瑞士的克罗伊茨林根。 该项目旨在建立一个密集的城市网络，城市之间彼此之间共同学习，如举行联合培训、交流各种改革措施的经验和开展实际项目合作。

### 与中国的交往
自2018年2月以来，沙夫豪森州与中国湖南省建立了友好州省关系，旨在为经济发展（例如促进出口和直接投资）、环境技术、卫生、旅游和目的地推广等方面合作提供支持 。中国和瑞士的各级政府官员、商业领袖和科学家的代表团都纷纷访问沙夫豪森市，在此举办研讨会并和当地的企业和政府代表展开交流 。湖南农业大学和沙夫豪森州就供水环境、废水处理、在线监察技术和农业技术等议题展开了合作交流 。

## 经济

### 中世纪至十九世纪
在工业化之前，该市的经济以葡萄种植、麻布编织、内河运输与贸易为主。1799年成立了Falken啤酒厂。1802年，约翰·康拉德·费歇尔（Johann Conrad Fischer，1773-1854年）在沙夫豪森附近的穆伦塔尔（Mühlental）成立了一家铸造厂，该厂后来更名为乔治费歇尔公司（Georg Fischer AG）。自1802年后的150年中，乔治费歇尔的重工业业务一直是该市最大的劳动力雇主。在1831-1835年间，费歇尔先生担任了沙夫豪森的首任市长。
1866年，由海因里希·慕时（Heinrich Moser）规划的慕时水坝（Moserdamm）在莱茵河上完工。到19世纪末，工业企业如 IWC 万国表公司、Alusuisse（“瑞士铝业”）和瑞士SIG公司都相继沙夫豪森成立，他们都将在下个世纪成长为主要的国际企业；一些较小的企业，例如针织机厂，精纺羊毛厂（Schaffhauser Wolle – 沙夫豪森棉纺）， Amsler Maschinenfabrik（Amsler 机械纺织）和 Maschinenfabrik Rauschenbach（Rauschenbach机械纺织）也纷纷出现。

### 二十世纪
在20世纪上半叶，出现了自行车零件制造商 Weinmann，电气开关制造商 CMC 和制药公司 Cilag。第二次世界大战后至50、60年代，除了乔治费歇尔、瑞士 SIG 和 IWC 万国表等老牌企业之外，又涌现了更多新的企业，沙夫豪森地区从经济的持续增长不断受益，不仅没有失业，甚至出现劳动力短缺的现象。空前的工业繁荣导致工业用地不足，这就是为什么从1966年至1974年，赫伯林根谷（Herblingertal）被开发为工业区的原因。新的编组火车站（Rangierbahnhof）于1968年试用、1975年正式设立。1967年 NOK 建造了一座现代化的径流式水电厂，以确保经济发展对工业能源的需求得到满足。
但是，在1970年代的经济危机后，沙夫豪森作为传统重工业为主导的州，从谷底恢复的速度比其他地区要慢得多。在1980年代，乔治费歇尔的钢铁铸造厂和数家机械纺织厂关停；1990年代的经济危机更是重创了沙夫豪森州。为了应对这些变化，沙夫豪森州通过了一系列立法，建立了新的税收制度，并成立了经济促进小组，从重工业到服务业的转型随之启动。从那时起，这个新转型定位吸引了许多国际公司将其总部或子公司部门迁往沙夫豪森 。

### 二十一世纪
提升沙夫豪森吸引力的另一因素是2006年开通的直达地区国际航空枢纽苏黎世机场的铁路，这增加了沙夫豪森的全球通达性。该铁路作为连接瑞士北部、德国南部城市与机场的交通建设的一部分，同时提高了沙夫豪森在区域内的通达性。新开设的沙夫豪森国际学校也是吸引外国公司的另一重要因素。
在过去的20年中，超过500家企业选择在沙夫豪森开展业务，创造了数千个就业机会，并为当地经济做出了重大贡献。截至2019年，沙夫豪森拥有许多知名工业公司，其中包括：著名的管道系统、机床和汽车制造商乔治费歇尔，国际知名钟表制造商 IWC 万国表，制药公司 Cilag（现为强生公司的一部分）和美国默克公司（Merck）, 生物技术投资公司BB Biotech，金融集团 Tyco International Finance Group，航海、飞行及运动电子及可穿戴设备公司Garmin国际总部，旅游公司 Groupon 国际总部以及网络安全公司 Acroni s等其他在沙夫豪森等注册成立的企业。沙夫豪森还有诸如联合利华（欧洲供应链组织欧洲供应链管理中心），瑞士银行（商业解决方案中心，商业解决方案中心）和 ABB（工程、生产部门）等其他知名企业的部门。包装和模具也是沙夫豪森产业集群的另一个核心组成部分，大型包装类企业如博世包装系统（Bosch Packaging System AG）的食品类产品总部、工程、销售和生产等企业部门也设在这里 。

## 教育

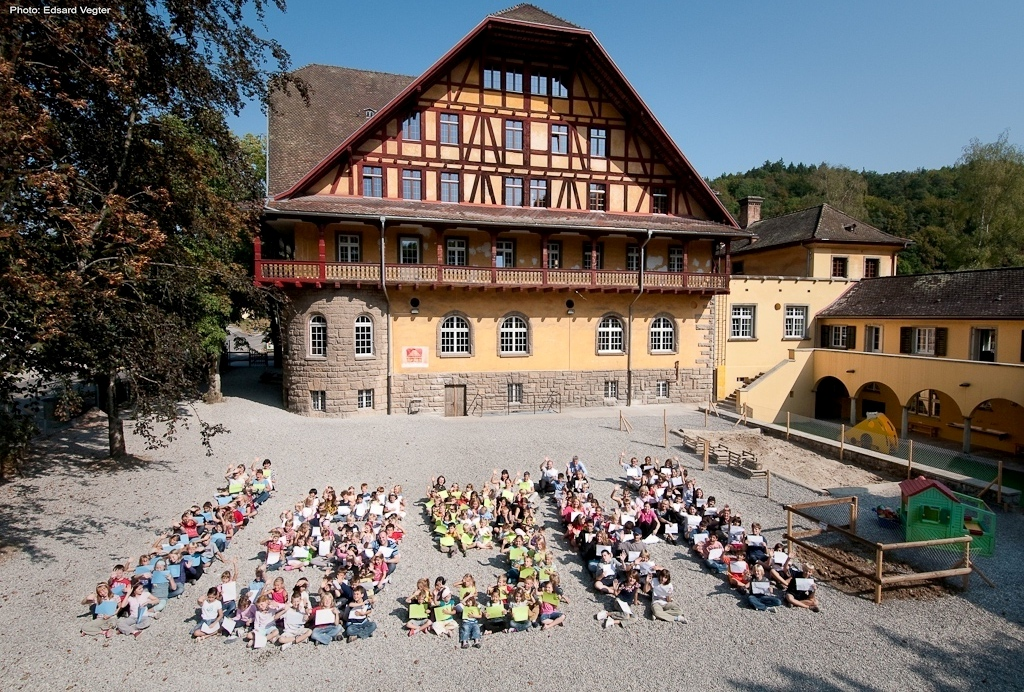
沙夫豪森国际学校

沙夫豪森有20家幼儿园、8家小学、5家初中（4家具有优质级别）、1家公立高级文理中学、10所职业中学及再教育培训学校、1家老年大学和1家特殊教育学校。于此同时，沙夫豪森正筹备成立沙夫豪森科技学院（SIT - Schaffhausen Institute of Technology） ，一所研究性的大学机构，研究方向集中在软件、物理学和数字技术应用三大方向 。沙夫豪森还有一家以德语和英语双语制度提供国际文凭组织（IB）课程的国际学校（ISSH，International School Schaffhausen），主要服务在沙夫豪森工作的跨国企业员工子女。

## 文化

### 剧院
自1867年以来，沙夫豪森在市中心最大市广场赫伦纳克（Herrenacker）上建立了自己的城市剧院。 该建筑以其创始人约翰·康拉德·伊姆图恩·伊姆瑟恩（Johann Conrad Imthurn Imthurneum）的名字命名，于1938年由伊姆瑟恩基金会（Imthurn Foundation）移交给了沙夫豪森市，后因重大建筑结构缺陷于1954年被拆除。 1956年，重建后的沙夫豪森城市剧院再次开放，并由沙夫豪森市经营 。

### 博物馆、图书馆
- 诸圣博物馆是老的本笃会诸圣修道院中很大的一部分，陈列并展出考古，历史，艺术和自然博物相关的内容。 此外，还可以看到复刻版的史前洞穴凯斯勒洞（Kesslerloch）
- 斯坦姆勒（Stemmler）博物馆位于施波伦巷（Sporrengasse），展示了来自欧洲各地的动物标本，特别是一些羽毛类动物，例如鹰，金鹰和秃鹫等。 该博物馆由自然和动物保护家卡尔·斯坦姆勒（Carl Stemmler，1882-1971年）建造。 他想通过此博物馆提醒人们关注对动物的迫害。 1970年，斯坦姆勒将博物馆赠与了沙夫豪森市 [22]
- 军械库中的博物馆陈列着19世纪和20世纪的军事装备、军械和管乐器，以及历史悠久的军车和瑞士军枪 [23]
- 钟表制造企业万国表（IWC）在其博物馆展出约230件展品，希望通过博物馆将企业的历史作为沙夫豪森市历史的一部分向大家展示
- 沙夫豪森市图书馆隶属于学习教育图书馆。历史陈列馆位于明斯特广场（Münsterplatz）
- 新艺术展厅中包括约瑟夫·博伊斯（Joseph Beuys）、索尔·勒维特、布鲁斯·瑙曼（Bruce Nauman）、卡尔·安德烈（Carl Andre）和马里奥·梅茨（Mario Merz）等六十年代和七十年代的国际知名艺术家的作品。 该博物馆自2014年6月起关闭

### 文化展览
- 巴赫音乐节在圣约翰教堂（St. Johann）内举行自1946年，国际巴赫协会在沙夫豪森每三年举办一次（自2012年以来改为两年举办一次）巴赫音乐节。在第二次世界大战结束一年后，作为赎罪与和平的标志，国际巴赫协会以约翰·塞巴斯蒂安·巴赫音乐的名义成立。每届巴赫音乐节上，蜚声国际的巴赫演奏“大师级”艺术家都会造访沙夫豪森及其周边地区。 2014年，沙夫豪森市政府参与举办第25届巴赫音乐节，鲁道夫·卢茨（Rudolf Lutz）作曲、卡尔·格阿夫（Karl Graf）填词的沙夫豪森周年纪念颂歌首次亮相
- 自1990年以来，每年举办一次为期四天的沙夫豪森爵士音乐节
- 自2010年以来，每年八月在赫伦纳克广场举办的 “城市之星” 音乐节
- 自2014年以来，每年在历史悠久的吕登工会大厅（Zunftsaal）举办约十场以“吕登中的经典（Klassik in Rüden）”为名的室内音乐会
- 每年秋季的博物馆之夜

## 交通

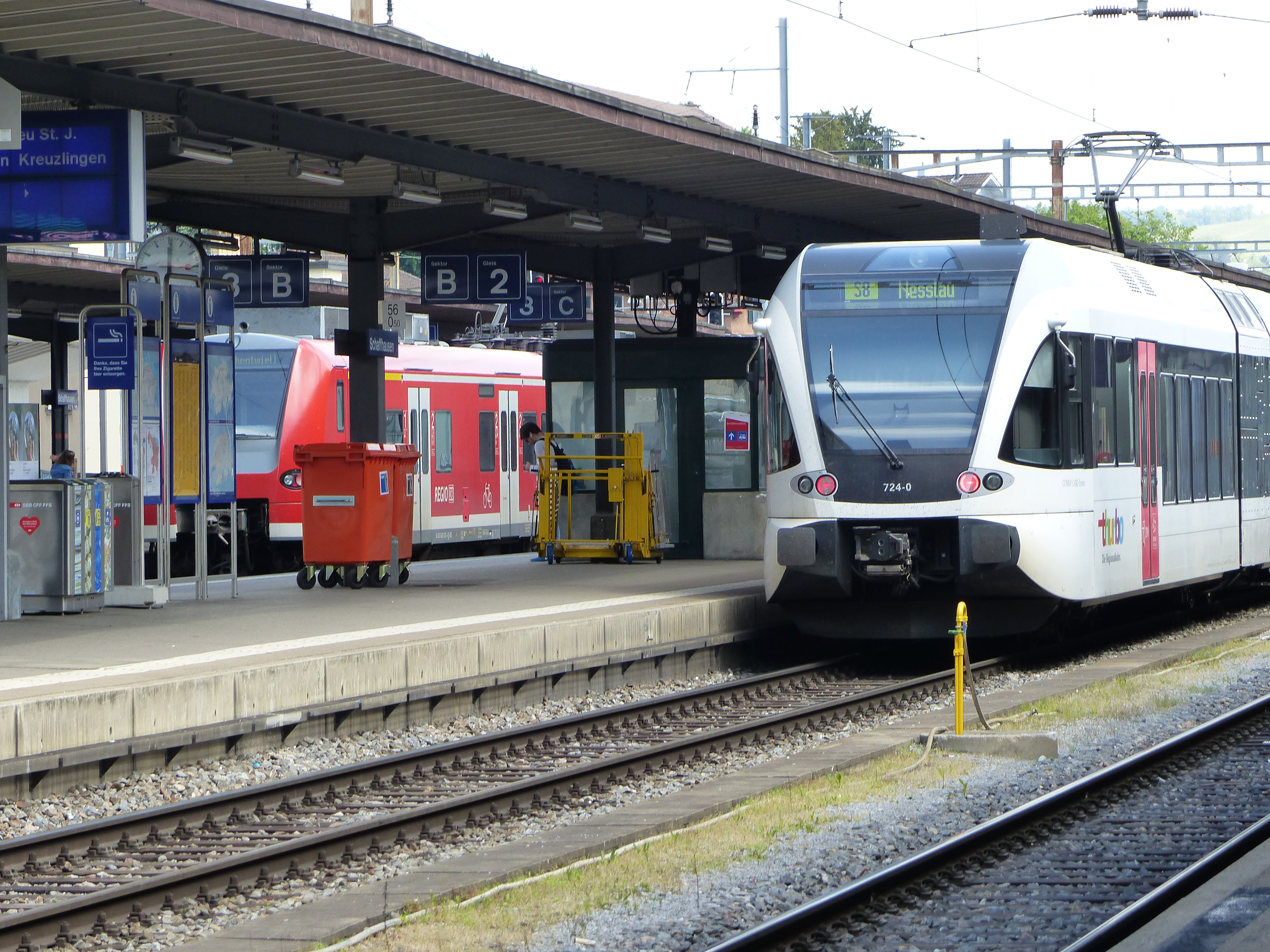
沙夫豪森火车站（2018年）

沙夫豪森市有两个火车站。 沙夫豪森火车站由瑞士联邦铁路和德国铁路共同拥有，并由两国铁路网支持运营。 该站服务于在瑞士巴塞尔（Basel）和德国乌尔姆（Ulm）之间运行的长途旅客列车服务。
苏黎世始发的 S12，S24火车可同时直达温特图尔和苏黎世，S33仅与温特图尔相连，另有一个铁路S9与苏黎世相连。圣加仑（St. Gallen City）始发的S8延湖铁线可前往圣加仑和罗夏（Rorschach）。 沙夫豪森的另一车站赫伯林根可乘坐地区性的铁路前往辛根。沙夫豪森的公交网络当中还有包含无轨电车系统的六条线路，将沙夫豪森与周边地方如赫伯林根和诺伊豪森等相连。

### 公路

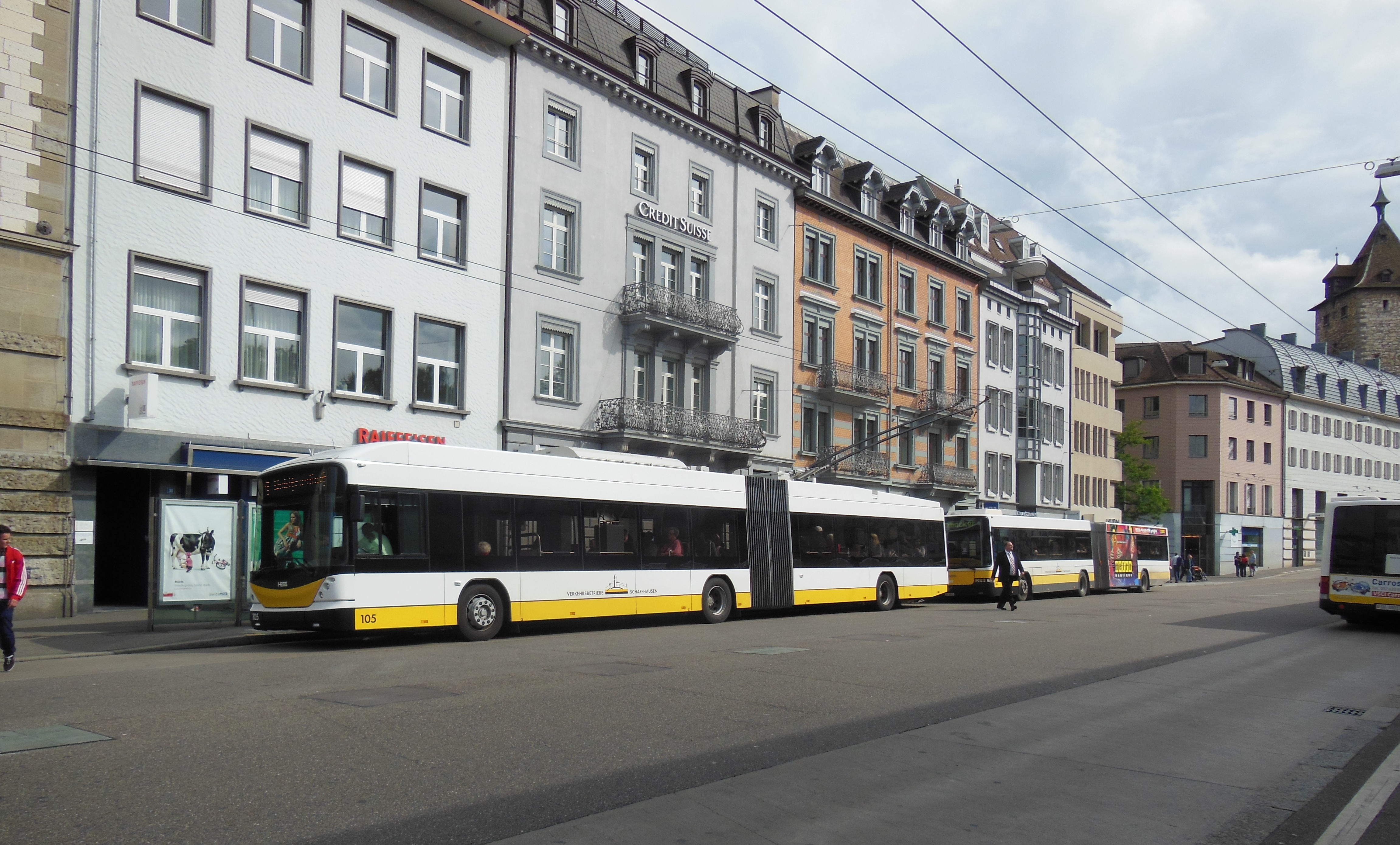
沙夫豪森火车站外的无轨电车

沙夫豪森通过A4高速公路与温特图尔南部相连，并经塔英根（Thayngen）北部与德国斯图加特（Stuttgart）方向的德国高速公路A81连接； 往东北方向，A4通向巴根（Bargen）。 主要公路13、14和15号穿过莱茵河大桥通往福伊尔塔伦（Feuerthalen）。
2019年12月，连接沙夫豪森市和柯莱特高葡萄酒产区的一条隧道通车。将柯莱特高地区与沙夫豪森州市区之间的距离拉近，行车时间缩短了5分钟。从而彻底解决了纽豪森市和居民的机动车压力。

### 铁路及公交
瑞士联邦铁路的线路包括：经过布拉克（Bülach）到达苏黎世（ICE，IR，S9），经安德尔芬根到达温特图尔（S33，S12，S24），经莱茵河畔施泰因（Stein am Rhein）、克洛伊茨林根、罗曼斯霍恩（繁体：羅曼斯霍恩，Romanshorn）到达圣加伦（S8）。瑞士联邦铁路的子公司 Turbo 也运营着区域内的一些线路。德国铁路（经沙夫豪森）将瑞士巴塞尔的巴迪斯车站和德国的辛根连接，之后与德国的康斯坦茨和林道 (城市)（Lindau）连接；同时连接德国巴登符腾堡南部铁路干线以便前往德国的斯图加特和乌尔姆。 SBB的区域铁路公司 Thurbo 经营一些线路。 沙夫豪森近郊城市快铁（S-Bahn Schaffhausen）于2015年开始运营，旨在为未来20年不断增长的交通需求提供足够的运力支持。

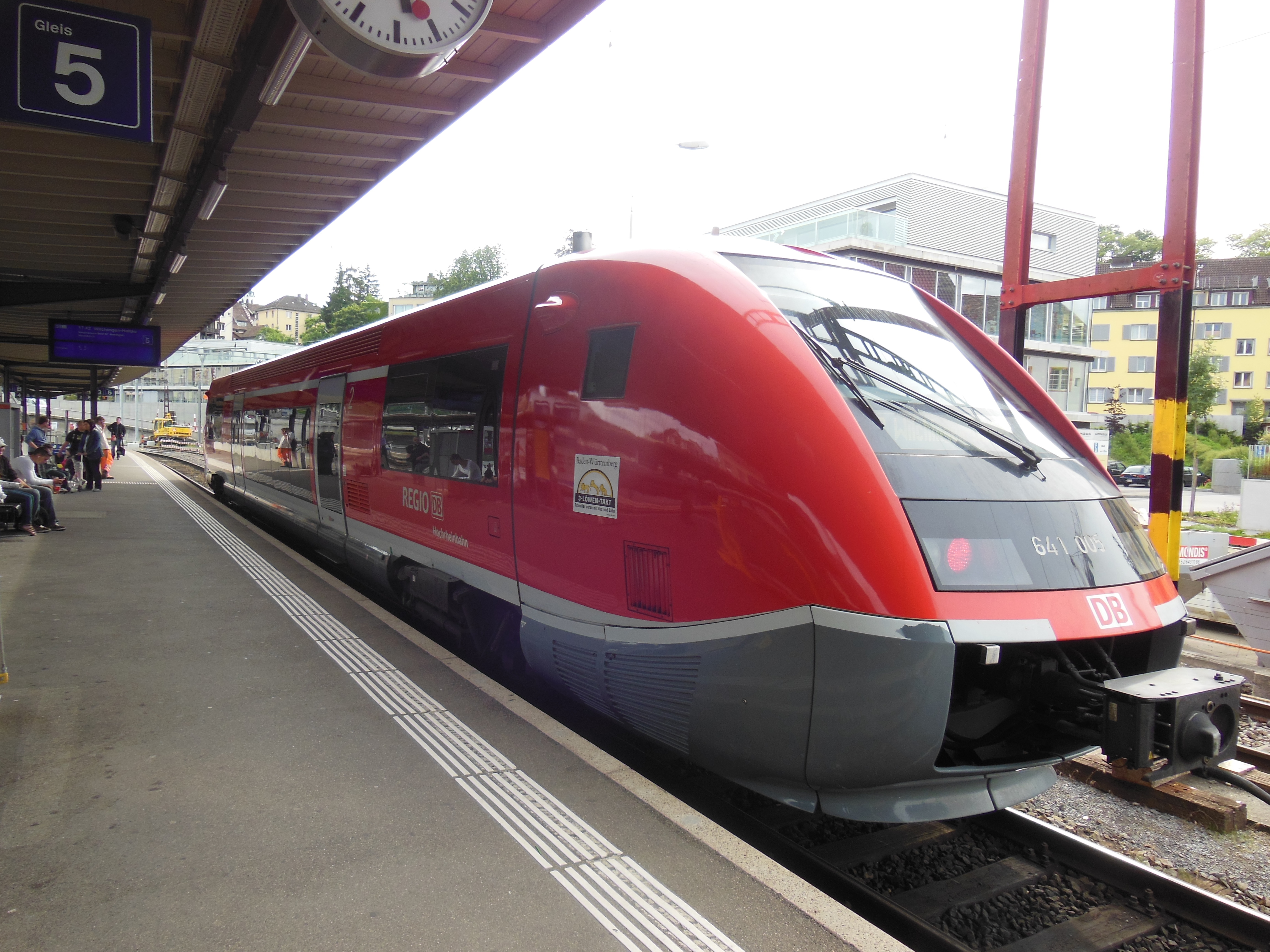
在沙夫豪森火车站的德国火车

沙夫豪森交通集团运营着无轨电车系统，都从火车站前主路始发；同时还有五条前往附近地区和莱茵河畔诺伊豪森的公共汽车线路。2004年，就在火车站旁边设立了新的汽车枢纽站，从那里出发，公共汽车开往沙夫豪森州和相邻的苏黎世州、图尔高州的以及德国南部地区的几个主要市镇村落。汽车枢纽站有数家公交公司使用，包括沙夫豪森公交集团、南巴登公交和瑞士邮政巴士等。
城外的通勤也很方便：沙夫豪森公交运营着八条（21路到28路）八条区域专线；此外，南巴登公交公司和瑞士邮政通过邮政巴士也服务于其他较远的地区，比如施泰因。
所有公交服务运营商从1988年起都通过沙夫豪森交通综合委员会进行协调；而在2017年，沙夫豪森更是整合进入更大的区域交通综合委员会Ostwind，其中包括统一的公交时间表等。

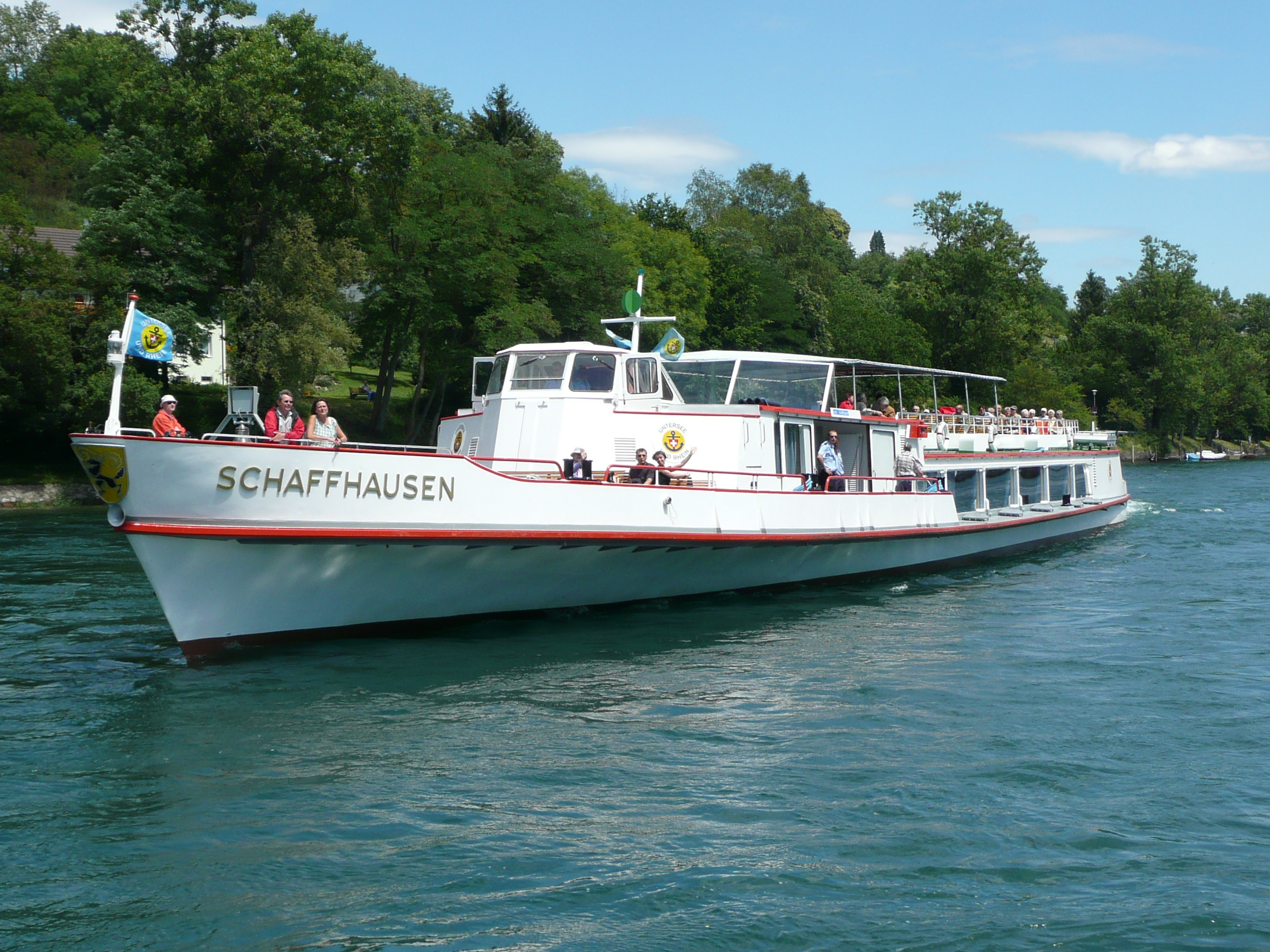
莱茵河上的游船班船-沙夫豪森号

### 航运
沙夫豪森号行驶在莱茵河上得益于靠近莱茵河的优势，每年4月至10月之间，Untersee und Rhein （博登湖下游湖和莱茵河，缩写：Urh）段的公司都会开设溯莱茵河而上开往博登湖地区的小型轮船。整个航程以观光为主，从沙夫豪森抵达康斯坦茨和克罗伊茨林根需要耗时5个小时，但吸引了较多夏季的游客搭乘。最大的船是“沙夫豪森号”（MS Schaffhausen）。

### 自行车和步行
沙夫豪森的各类非机动车线路指示标识主要公路13、14和15号都允许往返沙夫豪森的自行车通行。 尤为特别的是，从沙夫豪森到塔英根段的高速A4也批准自行车通勤，并且设有自行车道。沙夫豪森也是“瑞士出行”（SchweizMobil）个人非机动车旅游路线网络的节点，许多特定的线路都穿往沙夫豪森，其中包括瑞士自行车路线（Veloland Schweiz）、瑞士徒步路线（Wanderland Schweiz）、瑞士山地自行车路（Mountainbikeland Schweiz）和瑞士独木舟路线（Kanuland Schweiz）等等 。

## 风景名胜

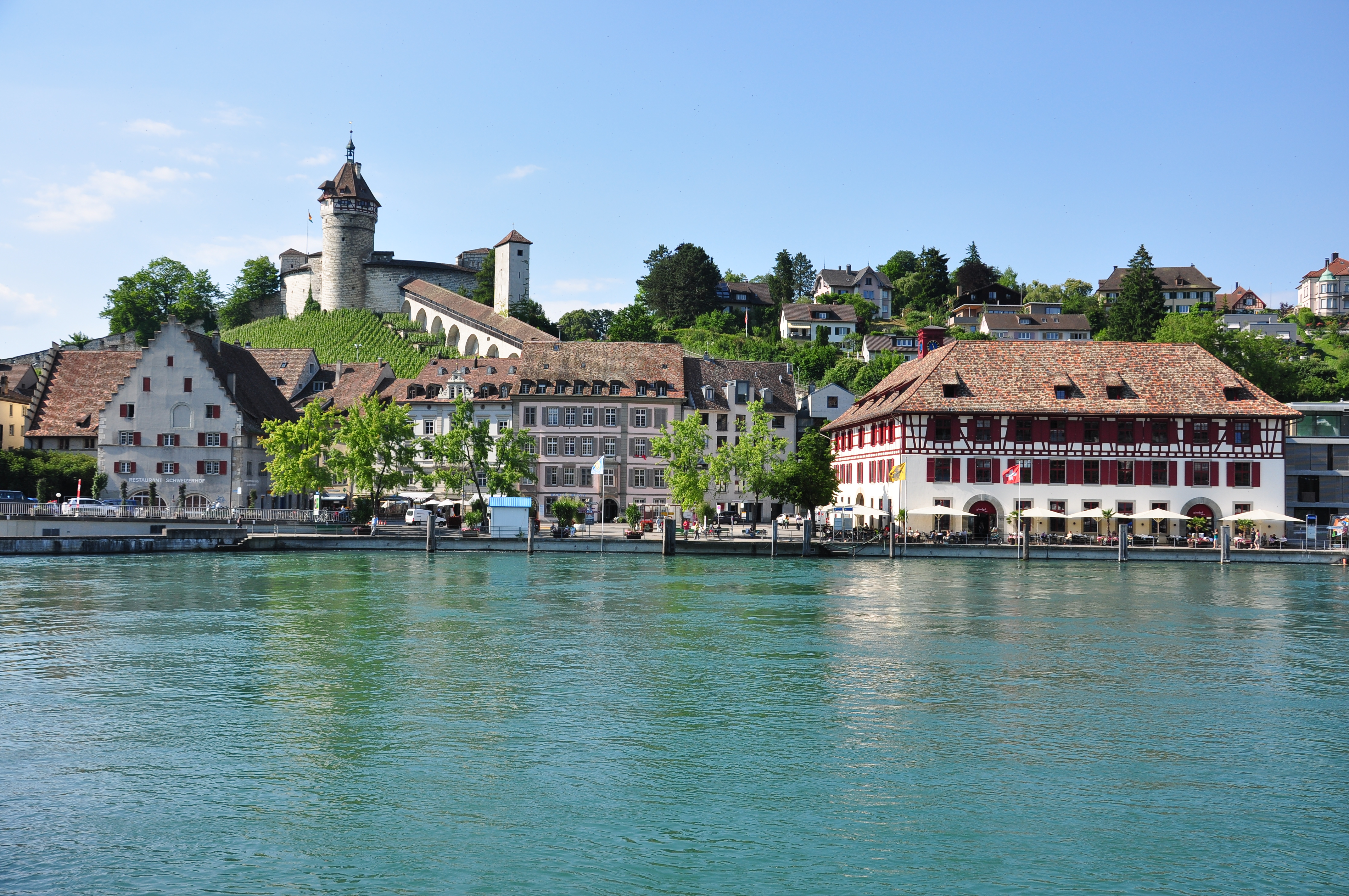
沙夫豪森，莱茵河，穆诺特（Munot）

### 建筑
本笃会诸圣修道院始建于1049年。沙夫豪森大教堂、修道院和修道院花园都在该区域内。 该修道院建筑群如今被诸圣博物馆使用。
穆诺特（Munot）是一座中世纪要塞城堡，具有圆的外形，是沙夫豪森市民在1564年至1589年之间花大力气建造的。它也是这是这座城市的地标。

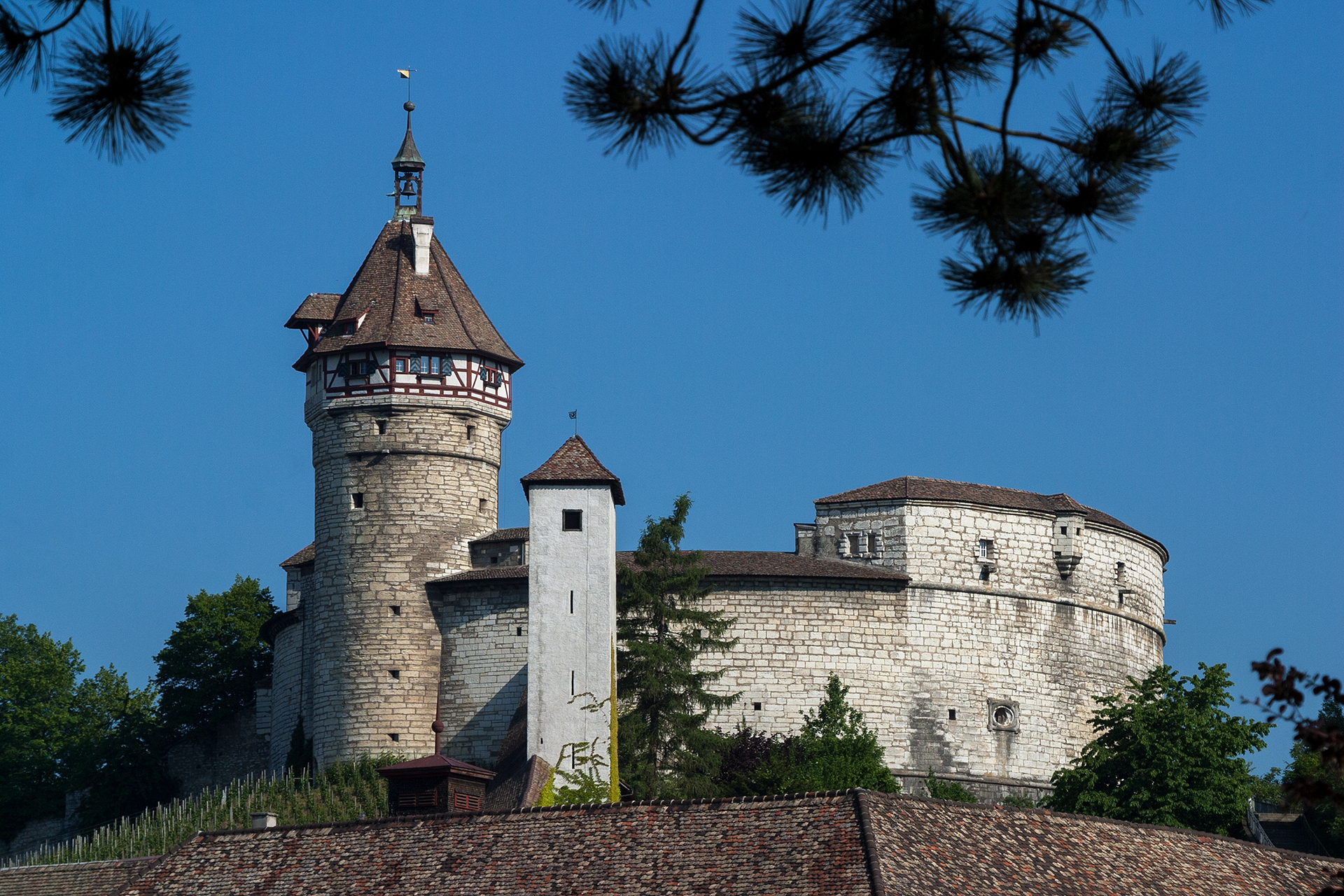
沙夫豪森，穆诺特

沙夫豪森老城区的第二座大教堂圣约翰（St. Johann），建设始于1000年。
在老城区，有许多历史悠久的喷泉和建筑，值得一看：
- 骑士之家，装饰有托比斯·施蒂姆（Tobias Stimmer）的画作。
- 在市府大街（Stadthausgasse）和科伦姆大街（Krummgasse）上市政大厅的始建于1730年，替代了宗教改革之后被废弃的的修道院，自1839年以来一直作为市政厅使用。沙夫豪森州议会和沙夫豪森市议会在市政厅举行会议。 政府理事会位于政府大楼内。

中世纪城墙遗址的不同部分：
- 上城门（Obertorturm）是历史悠久的上城的城门遗迹，这是城市防御工事侧面入口。
- 施瓦本城门（Schwabentor）是历史悠久的施瓦本城大门的遗址，是城市防御工事的北部入口。1932年9月22日，城楼完全焚毁。 从1933年到1935年，它以更简单的形式重建，上刻有阿诺德·奥希斯林（Arnold Oechslin）的一句俏皮话“ LAPPI TUE D'Eugen UF”，提醒农民进城时留意洒水车通过。
- 地伯塔（Diebsturm）是格拉本大街（Grabenstrasse）旧城墙上的一座小型瞭望塔。

新城的哈伯豪斯（Haberhaus）建于1592、1593年，当时是一座粮仓。 如今，它被用作餐厅和住宅。
“ 三救赎居”（Zun drei Bergen）是沙夫豪森宗教改革家塞巴斯蒂安·霍夫迈斯特（Sebastian Hofmeister）的祖居。

### 广场和大街
- 弗朗瓦广场（Fronwagplatz）：这是在沙夫豪森在步行区中心最繁忙、使用最广泛的广场。它有两个历史悠久的喷泉， 19世纪80年代按照原来的历史传统进行了修复和粉刷。在弗朗瓦广场正前是四管眼的“公仆喷泉”（Landsknechtbrunnen），广场的对面是摩尔喷泉（Mohrenbrunnen）。
- 赫伦纳克广场：这是城市中最大的广场。几个世纪以来，这里每周都有市集，还举办艺术表演和娱乐活动。 1961年，随着机动车的普及，市场逐步让位于停车场。随后的提议便是需要修建地下车库。但由于政治和财政障碍，该项工作失败了。在90年代末，终于确定了一个商业化的地下停车场项目。 赫尔纳克广场之下的停车场于2002年开放。重新设计广场需要在公民投票中进行两轮投票。 2006年，新设计的无交通广场移交给了公众，如今它也成为众多音乐会的举办地。

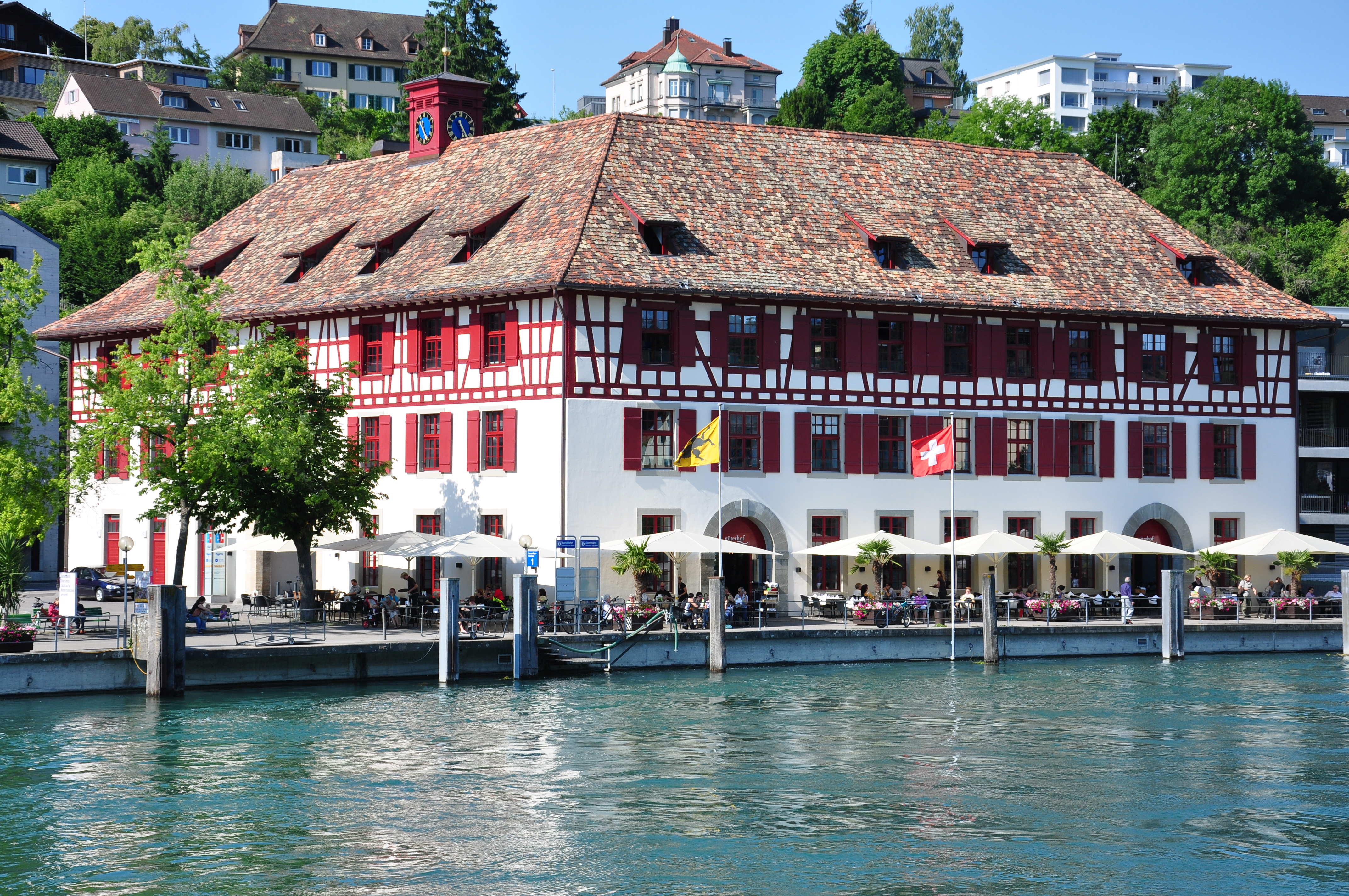
沙夫豪森，古特霍夫酷房

- 自由广场（Freier Platz）：弗莱尔广场位于下城和什利夫兰（Schifflände）之间，是从沙夫豪森旧城区到莱茵河的直接通道。广场由两座历史悠久的古特霍夫（Güterhof）和施韦哲霍夫（Schweizerhof）建筑围绕。这两处建筑以及沿河上游200米处的盐场是沙夫豪森发展了数百年盐业的最后见证。
- 菲森施桃公园（Fäsenstaubpark）：由德国庭园园艺师约翰·迈克尔·泽耶（Johann Michael Zeyher）于1802年创建的公园。建筑群是景观花园和结构严谨的巴洛克式花园的混合体。公园的纵轴终止历史采石场屋维夫（Urwerf）的边缘，在那建有观景台。该采石场在中世纪曾是许多城市房地产的建筑材料供应商，包括之前提到的城市地标穆诺特。后来，采石场堆满了挖掘出的材料。在观景台，您可以欣赏莱茵河、林木繁茂的山丘和阿尔卑斯山的景色。

### 周边景点
- 莱茵瀑布：位于莱茵河畔的诺伊豪森和劳芬-乌维森（Laufen-Uhwiesen）市，距沙夫豪森往上游方向约2.5公里。
- 兰登瞭望塔：沙夫豪森北部树木繁茂的兰登高地仅给徒步游客提供有限的视野。想远眺到阿尔卑斯山和黑森林的景色，游客可以选择去梅利斯豪森（Merishausen）远望塔（哈格塔，Hagenturm，海拔912 m，沙夫豪森州最高点）、斯布灵根（Siblinger）的高地塔（Randenturm）、施莱特海姆（Schleitheim）的高地塔（海拔896米）以及贝灵根（Beringen）的高地塔。这些瞭望塔都建设在密林中，主要由私人捐款而建。沙夫豪森南部，位于苏黎世市弗勒林根（Furrlingen）地区，坐落于科尔菲斯特山脊上高96米的发射塔在向公众开放。

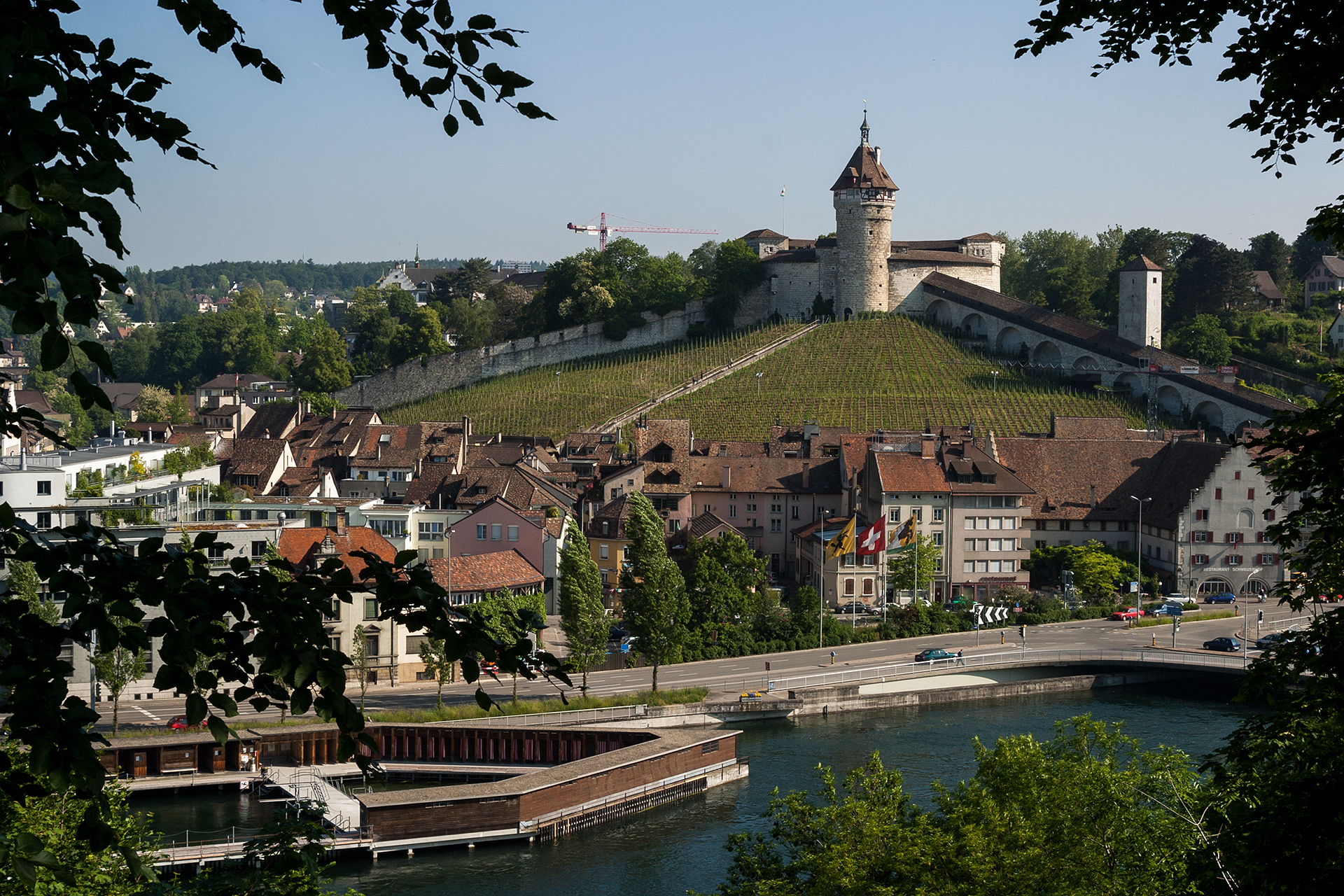
沙夫豪森，丽巴堤（Rhybadi）

- 丽巴堤莱茵河浴场（Rhybadi）：在莱茵河跨河大桥和发电站之间，坐落着市政公共莱茵河浴场「丽巴堤」（Rhybadi）。约翰·戈特弗里德·迈耶（Johann Gottfried Meyer）于1870年建造了这个莱茵河上的浴场，形状像一艘逆行的船。它的宽度为30米，长度为186米，是瑞士现存最大的箱式浴场。该浴场最初建于莱茵河中，只能通过两个狭长的栈道进入，后来在1960年代则修建与道路相连河边栈道。直到第一次世界大战之前，浴场都严格按照性别分开。浴场建在吊桩上，分为不同的区域。上部区域因为设置地板，因此非常适合不会游泳的人。浴场遵循老式的男士浴场的传统（瑞士人称为 “Mannerhägli”），同时有一个三米的跳台，而女士部分的浴场则较短。由于下游的水坝，水位可以始终保持一致；但流量则会随着水量而变化 [25]。

## 外部連結
- City of Schaffhausen （页面存档备份，存于） （德文）
- Schaffhausen Tourism
- 维基共享资源上的相關多媒體資源：沙夫豪森